# 西斯內斯

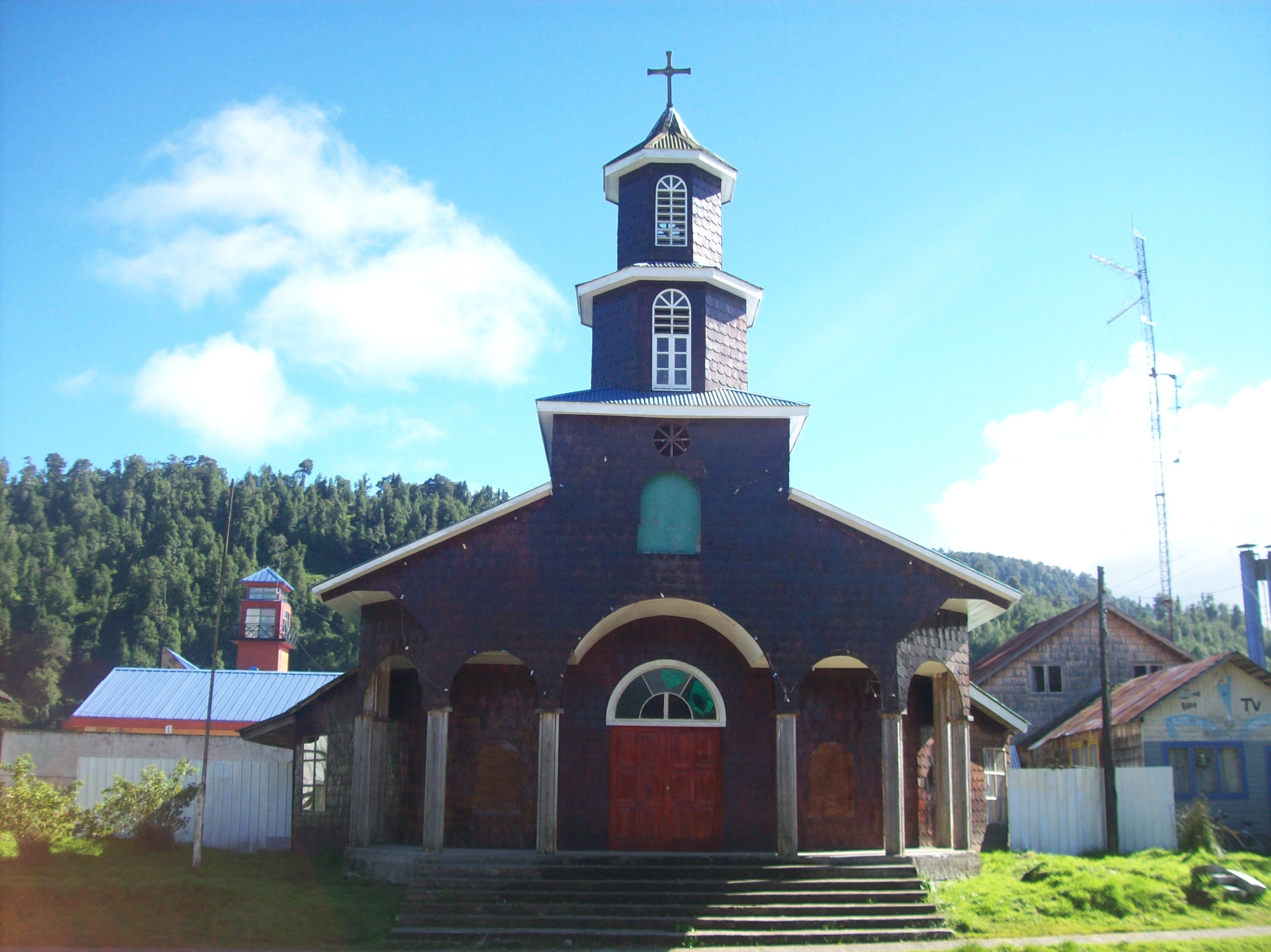

西斯內斯（西班牙語：Cisnes），是智利的城鎮，位於該國中南部伊瓦涅斯將軍艾森大區的艾森省，面積15,831.4平方公里，海拔高度2米，2012年人口4,964人，人口密度每平方公里0.31人。
44°45′S 72°42′W / 44.750°S 72.700°W